# Spalastry
Spalastry – wieś w Polsce, w województwie łódzkim, w powiecie radomszczańskim, w gminie Gidle.
Do 2023 miejscowość była częścią wsi Michałopol.
W latach 1975–1998 Spalastry administracyjnie należały do województwa częstochowskiego.